# Scolops robustus
Scolops robustus är en insektsart som beskrevs av Ball 1902. Scolops robustus ingår i släktet Scolops och familjen Dictyopharidae. Inga underarter finns listade i Catalogue of Life.